# 甘い予感 (アン・ルイスの曲)
「甘い予感」（あまいよかん）は、日本の歌手アン・ルイスの13枚目のシングル。1977年8月5日にビクターレコードから発売された。規格品番はSV-6255。

## 概要
表題曲の作詞作曲は松任谷由実が手掛けている。当時出回っていた雑誌に掲載された松任谷のインタビュー記事で、「誰に曲を書きたい？」との質問に対し「アン・ルイスと欧陽菲菲に書きたい」と発言しているのを制作スタッフが目にしたことから、松任谷に楽曲制作を依頼して出来上がったのがこの曲である。アンは松任谷のレコーディングを見学に行き、ブースに入って歌唱する姿を見てこれが音楽の作り方なのだと感服し、その時がデビュー6年目にしてアーティスト意識に目覚めた瞬間でもあったという。
1979年7月には、松任谷自身がアルバム『OLIVE』でセルフカバーを行っている。
B面曲「青春の一ページ」は、1977年8月に発売されたザ・リリーズのアルバム『花のささやき』収録曲のカバー。ザ・リリーズは1981年7月発売のシングル「シェルの涙」のB面曲として「甘い予感」をカバーしている。
2020年9月2日にはMEG-CDとして復刻された。規格品番はVODL-30134。

## 収録曲
1. 甘い予感（3分32秒）
作詩・作曲: 松任谷由実 / 編曲: 松任谷正隆 / 演奏: ビクター・オーケストラ
2. 青春の一ページ（3分58秒）
作詩・作曲: J.M.Rivat A.Chamfort / 訳詞: なかにし礼 / 編曲: 若草恵 / 演奏: ビクター・オーケストラ

## カバー
ザ・リリーズ
- シングル「シェルの涙」B面。 (1981年7月21日)

モダンチョキチョキズ
- アルバム『ローリング・ドドイツ』収録。（1992年7月22日）

井上陽水
- トリビュート・アルバム『Queen's Fellows』収録。（2002年12月11日）